# David Foster Wallace
David Foster Wallace (21. února 1962 Ithaca, New York – 12. září 2008 Claremont, Kalifornie) byl americký spisovatel, autor románů, povídek a esejů, profesor angličtiny a tvůrčího psaní. Wallace se proslavil zejména románem z roku 1996 Infinite Jest („Nekonečný žert“). David Ulin, literární redaktor Los Angeles Times, napsal o Wallaceovi, že byl „jedním z nejvlivnějších a průkopnických spisovatelů za posledních 20 let“. Wallaceův poslední a nedokončený román The Pale King vyšel v roce 2011 a následující rok se zařadil mezi finalisty Pulitzerovy ceny za beletrii. V září roku 2012 vyšla Wallaceova biografie. V posledních deseti letech bylo také publikováno k jeho dílu množství kritické literatury.

## Život
Wallace se narodil v Ithace ve státě New York, rodičům Sally Jean (za svobodna Fosterové) a Jamesi Donaldu Wallaceovi. Dětství strávil ve státě Illinois, navštěvoval školy Yankee Ridge a Urbana High School. V pubertě se věnoval tenisu. Davidův otec James D. Wallace vyučoval na University of Illinois at Urbana-Champaign. Davidova matka Sally Foster Wallaceová působila jako profesorka angličtiny na Parkland College ve městě Champaign. Sestra Amy Wallace-Havensová je právnička.
Wallace vystudoval angličtinu a filozofii na Amherst College, alma mater svého otce. Na univerzitě byl mimo jiné členem pěveckého sboru. V rámci filozofie se Wallace soustředil na studium modální logiky a matematiky. Jeho závěrečná práce z filozofie na téma modální logiky získala cenu Gail Kennedy Memorial Prize. Diplomová práce z angličtiny se stala základem jeho prvního románu The Broom of the System („Koště systému“). Wallace dokončil univerzitu s vyznamenáním v roce 1985.
Ve studiích pokračoval na University of Arizona, kde získal v roce 1987 magisterský titul z tvůrčího psaní. Mezitím byl také knižně vyšel román The Broom of the System. Wallace se pak odstěhoval do Bostonu, aby pokračoval ve studiích filozofie na Harvardově univerzitě, brzy ale ze školy odešel.
S malířkou Karen L. Greenovou se Wallace oženil 27. prosince 2004.
Dne 12. září 2008 spáchal Wallace ve svém domě sebevraždu, bylo mu 46 let. Wallaceův otec později v interview prohlásil, že David přes 20 let trpěl depresemi a žít mohl jen díky antidepresivům. Léky u něj vyvolávaly řadu vedlejších účinků. V červnu 2007 je na doporučení lékaře vysadil, ale deprese se opět vrátily. V léčbě pokračoval například pomocí elektrokonvulzivní terapie. Když začal léky znovu užívat, uvědomil si, že přestaly být účinné. Navzdory dohledu své ženy odešel Wallace 12. září do garáže, kde před sebevraždou sepsal dvoustránkový dopis a naaranžoval část rukopisu románu The Pale King („Bledý král“) a pak se oběsil.
Na jeho počest se konalo hned několik shromáždění včetně piet na Pomona College, Amherst College, University of Arizona a Illinois State University. Dne 23. října 2008 se konalo shromáždění na New York University, kde promluvila sestra Amy Wallace-Havensová, literární agentka Bonnie Nadellová, redaktor prvních dvou knih Gerry Howard, redaktor Harper's Magazine Colin Harrison, redaktor knihy Infinite Jest a pozdějších titulů Michael Pietsch, redaktorka časopisu The New Yorker Deborah Treismanová, dále spisovatelé Don DeLillo, Zadie Smithová, George Saunders, Mark Costello (Wallace byl kmotrem jeho dcery), Donald Antrim a Jonathan Franzen.

## Dílo

### Kariéra
Wallaceův první román The Broom of the System z roku 1987 si vydobyl mezinárodní pozornost a kritické uznání. Caryn Jamesová z The New York Times román nazvala „manickou, humánní, extravagantní záležitostí“, která „přímo čerpá z bohaté románové tradice, kterou tvoří díla jako Franchiser Stanleyho Elkina, V. Thomase Pynchona a Irvingův Svět podle Garpa“.
V roce 1991 začal Wallace vyučovat literaturu jako asistent na Emerson College v Bostonu. O rok později získal na přímluvu svého kolegy a příznivce Stevena Moorea místo na katedře angličtiny na Illinois State University. Roku 1991 také začal pracovat na druhém románu Infinite Jest. První verzi odevzdal svému redaktorovi v prosinci 1993. Úryvky z románu postupně vycházely v průběhu roku 1995. Kniha se dočkala vydání roku 1996.
V roce 1997 Wallace obdržel MacArthurovo stipendium. Tentýž rok získal za povídku z knihy Brief Interviews with Hideous Men („Krátké rozhovory s odpornými muži“) knižní cenu Aga Khan Prize for Fiction udělovanou redaktory literárního magazínu The Paris Review.
V roce 2002 se Wallace přestěhoval do Claremontu v Kalifornii. Na zdejší Pomona College působil jako profesor angličtiny a tvůrčího psaní. Každý semestr vedl jeden až dva kurzy a soustředil se na svou tvorbu.
V roce 2005 Wallace vystoupil s proslovem k absolventům Kenyon College v Ohiu. Tato řeč vyšla v roce 2009 v knižní podobě pod názvem This Is Water (slovensky Toto je voda, 2013).
Po celou kariéru byla Wallaceovou literární agentkou Bonnie Nadellová. Michael Pietsch pracoval jako redaktor na knize Infinite Jest.
Nakladatelství Little, Brown and Company ohlásilo v březnu 2009 vydání Wallaceova nedokončeného rukopisu, románu The Pale King. Pracoval na něm před svou smrtí. K vydání román připravil redaktor Michael Pietsch z hotových stránek a poznámek, které po sobě spisovatel zanechal. The Pale King vyšel 15. dubna 2011 a dostalo se mu všeobecně pozitivních ohlasů.
Během své kariéry Wallace publikoval na stránkách různých periodik, například The New Yorker, GQ, Harper's Magazine, Playboy, The Paris Review, Mid-American Review, Esquire a dalších.

### Témata a styl
Wallace ve své beletristické tvorbě se často pracuje s ironií a metafikcí, typickými prvky postmoderní literatury. Jeho romány často kombinují více vyprávěcích technik a vypravěčů, slang a slovní zásobu z rozličných oborů. Texty zahrnují autorské zkratky a akronymy, rozsáhlá souvětí, vysvětlivky a poznámky pod čarou, často v rozsahu samotného textu.
D. T. Max popisuje Wallaceovo dílo jako „jedinečnou směsici intelektu a horkokrevnosti“ často s množstvím lokací a protagonistů v jednom jediném románu. Často se zabývá fragmentací myšlení a vztahem mezi štěstím a nudou. Wallace sám se vyjadřoval, že chce tvořit, morálně vášnivá, vášnivě morální“ díla, která by čtenářům pomáhala „překonávat vnitřní samotu“. V proslovu na Kenyon College popsal lidské podmínky každodenní krize a chronické deziluze.
K Wallaceovu dílu se hlásí jako k inspiraci celá řada spisovatelů, například, mimo jiné Zadie Smithová, Jonathan Franzen, Dave Eggers nebo George Saunders.

### Další tvorba
Wallace se jako reportér časopisu Rolling Stone zabýval prezidentskou kampaní senátora Johna McCaina v roce 2000 a teroristickými útoky z 11. září. Pro Harper‘s Magazine psal mimo jiné o výletních lodích (tak vznikla titulní esej pro jeho první nebeletristickou knihu) . Do časopisu Premiere přispěl texty o Davidu Lynchovi nebo pornografickém průmyslu, v magazínu Gurmet publikoval o humřím festivalu v Maine. Knižními recenzemi přispíval do Los Angeles Times, The Washington Post, The New York Times a The Philadelphia Inquirer.

## Odkaz
V březnu 2010 oznámila University of Texas v Austinu, že zakoupila Wallaceovy osobní dokumenty a archivy (koncepty knih, povídek, esejů, básní, také dopisy, rešerše a ručně psané poznámky k románu Infinite Jest).
V květnu 2014 se na Illinois State University uskutečnil první ročník každoroční konference věnované Davidu Fosteru Wallaceovi.

### Adaptace

#### Film a televize
Herec a režisér John Krasinski režíroval filmovou adaptaci knihy Brief Interviews z roku 2009. Snímek měl premiéru na festivalu Sundance.
Esej „A Supposedly Fun Thing I'll Never Do Again“ („Údajně zábavná věc, kterou už nikdy nehodlám absolvovat“) inspirovala epizodu seriálu Simpsonovi z roku 2012 („Super věc, kterou Bart už nikdy neudělá“).

Podle knihy novináře Davida Lipskyho vznikl film The End of the Tour s Jasonem Segelem v roli Davida Fostera Wallace.

#### Divadlo
Prvním divadelním ztvárněním Wallaceova díla byla hra z roku 2000 s názvem Hideous Men, kterou adaptoval a režíroval Dylan McCullough. Premiéru měla v rámci International Frindge Festivalu v New Yorku v srpnu roku 2000.
Německé experimentální divadlo Hebbel am Ufer inscenovalo román Infinite Jest. Představení se odehrávalo na několika místech po celém Berlíně a trvalo celkem více než 24 hodin.
V říjnu 2019 se v pražském divadle Na zábradlí uskutečnila premiéra inscenace Krátké rozhovory s odpornými muži, adaptace stejnojmenného souboru povídek.

## Seznam děl (výběr)

### Romány
- The Broom of the System (1987)
- Infinite Jest (1996)
- The Pale King (2011) (nedokončený, publikován posmrtně)

### Povídkové soubory
- Girl with Curious Hair (1989)
- Brief Interviews with Hideous Men (1999, česky Krátké rozhovory s odpornými muži, 2018, překlad Martin Pokorný)

### Ostatní
- Signifying Rappers: Rap and Race In the Urban Present (1990), společně s Markem Costellem
- A Supposedly Fun Thing I'll Never Do Again (eseje) (1997)
- Up, Simba! (2000), Consider the Lobster (eseje) (2005)
- This Is Water (2009, slovensky Toto je voda, 2013)

## Ocenění
- Nominace na Pulitzerovu cenu, 2012 (za román The Pale King, cena za beletrii nebyla toho roku udělena)
- Povídka „Good Old Neon“ zařazena do výběru soutěže The O. Henry Prize, 2002
- Stipendium nadace John D. and Catherine T. MacArthur, 1997–2002
- Ocenění Aga Khan Prize for Fiction za povídku „Brief Interviews With Hideous Men #6“, 1997
- Výběr nejlepších knih roku časopisu Time v kategorii beletrie, 1996